# Bataille de Balaklava
Guerre de Crimée
La bataille de Balaklava est un affrontement de la guerre de Crimée qui a lieu le 25 octobre 1854 entre l'armée russe et une coalition franco-britanno-ottomane pendant le siège de Sébastopol. Le but de l’armée russe, commandée par Pavel Liprandi (en), est de détruire la chaîne logistique des alliés en coupant la ligne de communication entre le port de Balaklava et les troupes assiégeants la ville. Malgré son caractère vital, cette ligne n’est en effet protégée que par quelques redoutes et un effectif réduit et, bien que Liprandi l’ignore probablement, les Britanniques sont affaiblis par le manque de compétence et les divisions au sein de leur commandement.
Disposant d’une importante supériorité numérique, notamment en artillerie et en cavalerie, les Russes s’emparent rapidement des redoutes et des crêtes, mais ne peuvent progresser au-delà après avoir été mis en échec par le 93rd Sutherland Highlander et une charge de la brigade lourde de cavalerie. Bien que la situation tactique n’évolue plus à partir de ce point, la bataille est marquée par le massacre quelques heures plus tard de la brigade légère au cours d’une charge inutile, qui inspire à Pierre Bosquet la phrase « C’est magnifique, mais ce n’est pas la guerre : c’est de la folie ».
Dans l’ensemble le résultat de la bataille est mitigé pour les deux camps. Les Russes peuvent se prévaloir de la destruction des redoutes et de la brigade légère, mais ils échouent à remplir leur principal objectif. De leur côté les Britanniques parviennent à maintenir leur ligne de ravitaillement, mais la perte de la moitié de leur cavalerie constitue un handicap pour les combats futurs.

## Contexte

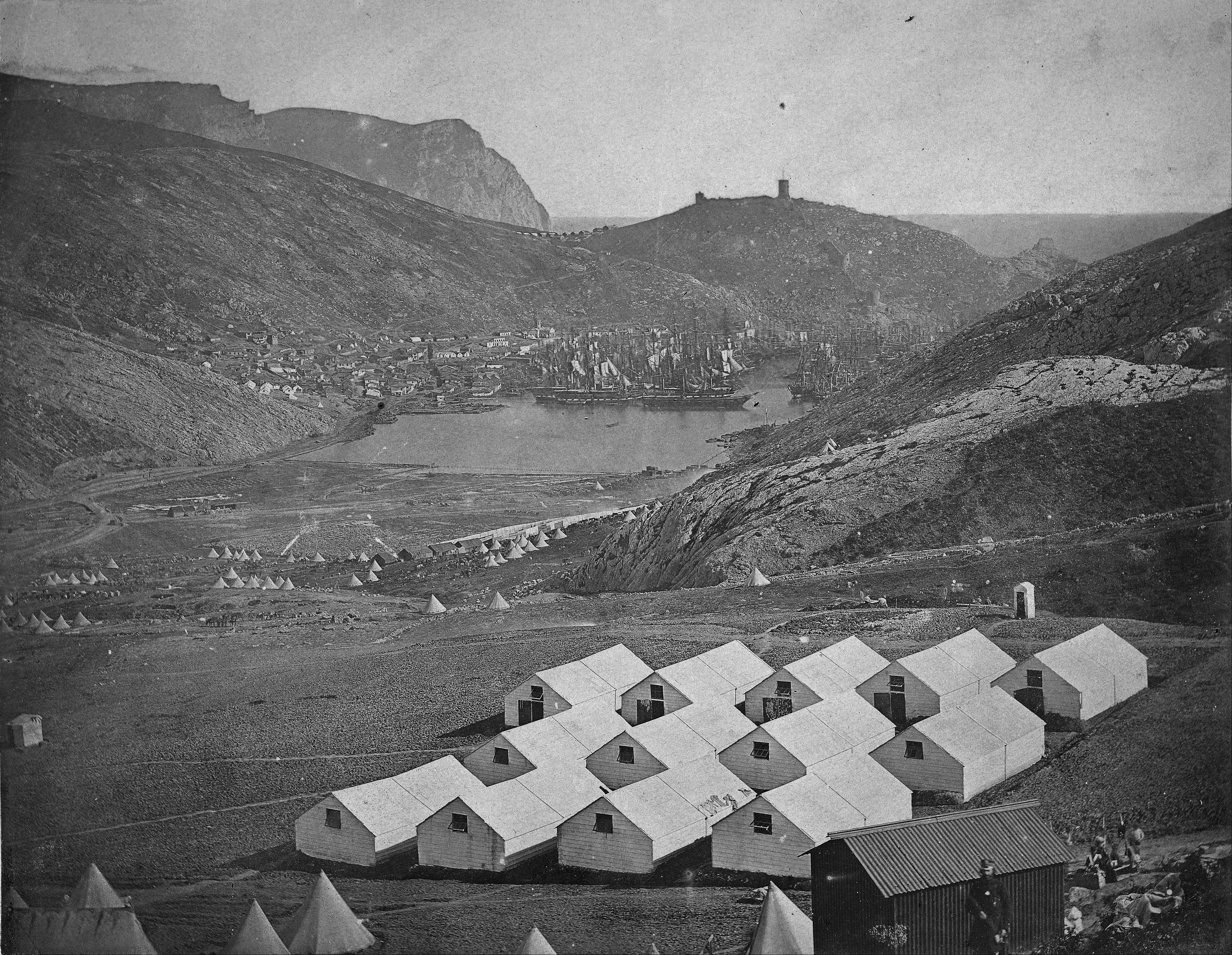
Le camp de l’armée britannique à Balaklava, avec le port à l’arrière-plan.

Depuis le début du XIXe siècle, l’empire russe cherche à conquérir les Balkans ainsi que le détroit du Bosphore, alors possessions de l’empire ottoman, ce qui lui permettrait d’avoir un accès libre à la Méditerranée depuis ses bases de la mer Noire. Cette ambition se heurte néanmoins aux autres puissances européennes, notamment le Royaume-Uni, qui ne souhaitent pas voir la Russie devenir encore plus menaçante en Méditerranée.
En 1853, utilisant un conflit autour des lieux saints de Jérusalem, le tsar Nicholas Ier envahit la Valachie et la Moldavie pour, selon lui, défendre les chrétiens. En réponse, l’empire ottoman déclare la guerre à l’empire russe le 23 octobre 1853. Pressée par l’opinion publique de porter secours aux Ottomans, la reine Victoria déclare la guerre à la Russie le 27 mars 1854 et est rejointe par la France le 10 avril.
Peu après l’arrivée des corps expéditionnaires français et britanniques, les Russes évacuent début août les provinces ottomanes occupées et se replient dans leurs frontières, rendant donc inutile l’intervention militaire. Toutefois, sous la pression populaire, les politiciens français et britanniques décrètent qu’il est nécessaire de donner une leçon à la Russie en détruisant les installations portuaires de Sébastopol et la flotte qui y est basée. Ainsi, à partir du 14 septembre 1854 les troupes alliées commencent à débarquer dans la baie de Kalamita, près d’Eupatoria, d’où elles se mettent en route pour Sébastopol le 19 septembre. Sur le trajet, elles se heurtent à l’armée russe à la bataille de l’Alma, qu’elles remportent, non sans pertes toutefois.
L’armée alliée contourne ensuite la ville pour l’assiéger du côté sud. Les Britanniques s’emparent du petit port de Balaklava le 26 septembre qui sert à partir de ce moment de point d’entrée à leur ravitaillement. Les Français font de même dans la baie de Kamiesch. Ni les uns ni les autres ne sont toutefois vraiment conscient que le gros de l’armée russe sous le commandement du prince Menchikov, a quitté la ville et a traversé la rivière Tchernaïa pour se réfugier à l’est, d’où ils peuvent attendre davantage de renforts et menacer le flanc droit allié. Menchikov identifie rapidement une faiblesse dans le dispositif britannique : non pas le port de Balaklava, qui est bien protégé par les montagnes qui l’entourent, mais la ligne de communication partant de celui-ci. Sa cible est donc le village de Kadikoi, dont la prise couperait totalement l’approvisionnement britannique. Le soir du 24 octobre, un espion prévient les britanniques qu’ils seront attaqués le lendemain par une importante armée ; Lord Raglan choisit cependant d’ignorer l’avertissement, considérant qu’il s’agit d’une fausse information.

## Champs de bataille
Le port de Balaklava est peu pratique, se trouvant à l’extrémité d’un chenal étroit comportant un coude en son milieu et bordé à l’est et à l’ouest de reliefs escarpés. Seul un front de mer d’environ 500 m de large est praticable et permet de quitter la gorge par un défilé partant d’abord vers l’ouest jusqu’au village de Kadikoi, puis vers l’est, où il débouche dans une grande vallée orientée est-ouest. Celle-ci est divisée longitudinalement en deux parties par une élévation de terrain d’environ 100 m de haut, sur laquelle se trouve la route Woronzov. La moitié sud est fermée à l’est par des hauteurs surplombant le village de Kamara, d’où un autre défilé mène à la vallée de Baidar, tandis que de l’autre côté de la moitié nord, qui est délimitée à l’ouest par la crête de Sapoune, se trouvent les collines de Fedioukine. 
La crête sur laquelle serpente la route de Woronzov est fortifiée par cinq redoutes, espacées d’environ 450 m. Une sixième est disposée un peu à l’écart au sud-est, sur la colline de Canrobert, de sorte à prévenir le débordement du dispositif par l’est. Les travaux sont toutefois encore en cours au moment de la bataille et les deux redoutes les plus à l’ouest ne sont pas terminées.

## Forces en présence

### Alliés

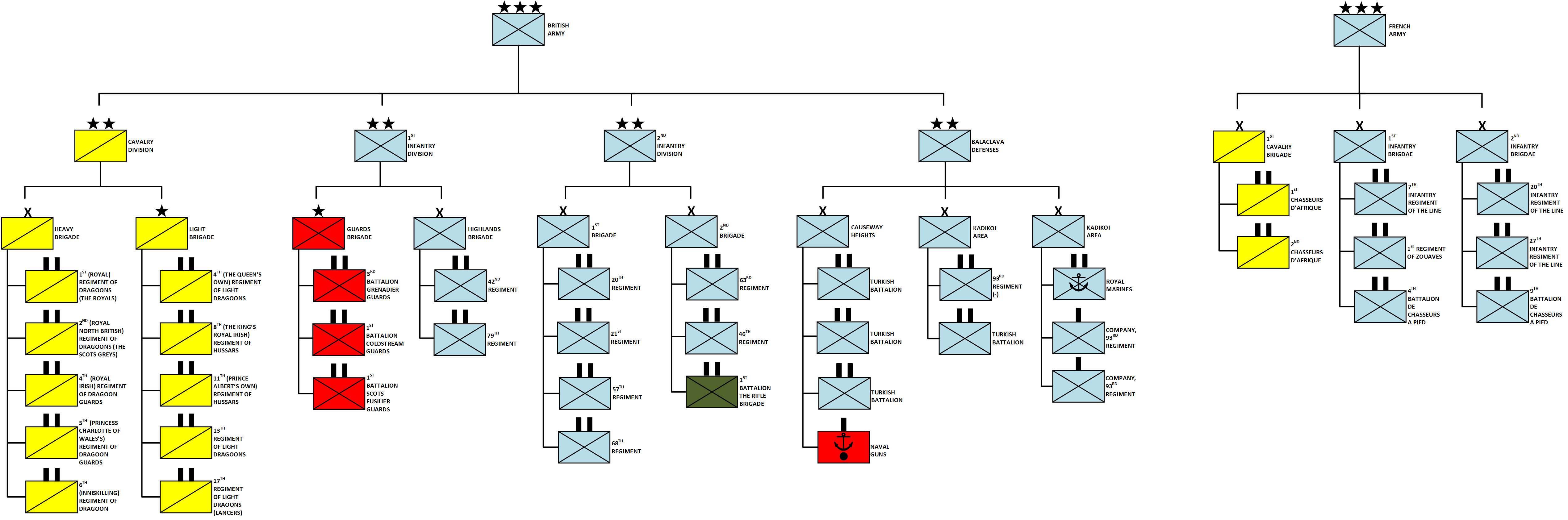
Ordre de bataille des Alliés.

Le commandant général des forces britanniques est FitzRoy Somerset, dit aussi Lord Raglan, Master-General of the Ordnance du Royaume-Uni. Bien qu’il ait combattu à Waterloo, où il a perdu un bras, Lord Raglan a fait l’essentiel de sa carrière dans des bureaux et la guerre de Crimée constitue sa première expérience de commandement d’armée. Il dispose pour la bataille de la division de cavalerie et de la garnison des défenses de Balaklava, ainsi que des première et quatrième divisions d’infanterie. Ces dernières, commandés par Georges de Cambridge, ne jouent toutefois presque aucun rôle dans la bataille.
La garnison se trouve sous le commandement de Colin Campbell et forme deux lignes de défenses. La défense extérieure du port est assurée par les redoutes se trouvant le long de la route, qui sont gardées par deux bataillons et demi ottomans, encadrés par des sous-officiers britanniques, pour un total d’environ mille cinq cents hommes et neuf canons de 12 livres. La ligne de défense intérieure est composée de six compagnies du 93rd Sutherland Highlander et d’un bataillon ottoman disposés sur une colline au nord de Kadikoi. Le reste du 93rd est déployé avec mille deux cents Royal Marines sur les hauteur à l’est et au nord-est de Balaklava. Le total des troupes assignées à la ligne intérieure est ainsi d’environ deux mille cinq cents hommes, appuyés par vingt-six canons.
La division de cavalerie est placée sous le commandement de George Bingham, comte de Lucan et est divisée en deux brigades. La brigade lourde, commandée par James Yorke Scarlett, comprend plusieurs régiment de dragons : le 1st The Royal Dragoons (en), le Royal Scots Greys, les 4e, 5e régiments de dragons de la Garde, ainsi que le 6th Inskilling. La brigade légère de son côté se trouve sous la direction de James Thomas Brudenell, dit Lord Cardigan, et comprend le 4th Queen's Own Hussars, le 8th King's Royal Irish Hussars, le 11th Hussars, le 13th Hussars et le 17th Lancers. La division, qui compte au total mille cinq cents hommes et six canon, campe à l’extrémité ouest de la vallée méridionale et son rôle est de servir de défense mobile en cas d’attaque sur le port,. Le commandement de la division est cependant fortement affaibli par la faible popularité de ses officiers et les antagonismes entre eux. Ainsi, non seulement Lucan et Cardigan se détestent, mais ils sont également peu appréciés de leurs hommes. Ce dernier en particulier est considéré excessivement arrogant alors qu’il n’a aucune expérience militaire.
À l’extrémité ouest du champ de bataille, installés sur la crête de Sapoune, se trouvent les Français, commandés par le général Canrobert. Ils sont divisés en deux groupes : le corps d’observation du général Bosquet compte quatre mille soldats d’infanterie et est positionné au nord de la crête, à hauteur de la division de cavalerie britannique ; plus loin, en direction de Sébastopol, se trouve la 1re brigade de cavalerie, commandée par le général d’Allonville, et composée des 1er et 4e régiment de chasseurs d’Afrique,.

### Russes
Les Russes comptent environ vingt-cinq mille hommes, que Menchikov a détaché de l’armée principale et confiés au commandement de Pavel Liprandi. 
Le centre russe est commandé par Semiakin et divisé en deux colonnes, qui doivent attaquer de front les trois redoutes les plus à l’ouest du dispositif britannique. Celle de gauche est commandée par Semiakin lui-même et comprend le régiment d’Azov, un bataillon du régiment du Dniepr et une compagnie du 4e bataillon de fusiliers, pour un total cinq mille hommes et dix canons. La colonne de droite comprend quant-à elle trois bataillons du régiment d’Ukraine, soit trois mille hommes et huit canons, commandés par le général Levutski.
L’aile gauche russe est composée de trois bataillons du régiment du Dniepr, un escadron de uhlans et deux sotnias de cosaques du Don, pour un total de trois mille hommes et dix canons. Commandée par le général Gribbe, elle doit attaquer le village de Kamara par l’ouest puis, de là, attaquer la ligne de défense extérieure britannique par le flanc. L’aile droite est commandée par le colonel Skiuderi. Comptant le régiment d’Odessa, quatre sotnias de cosaques du Don et une compagnie du 4e bataillon de fusiliers, soit quatre mille hommes et douze canons, elle doit concentrer son attaque sur la redoute centrale.
Par ailleurs, le général Zhaboritski commande une force de support formée par les régiments de Vladimir et Susdal, auxquels s’ajoutent quatre compagnies du 6e bataillon de fusiliers, deux escadrons du régiment Ingermanland et deux sotnias de cosaques du Don, soit cinq mille hommes et dix canons. Ce puissant élément doit prendre position dès le début de la bataille sur les collines de Fedioukine pour empêcher les Français d’intervenir. Liprandi dispose également d’un important élément de cavalerie composé de huit escadrons du régiment de Kiev, six escadrons du régiment Ingermanland et six sotnias de cosaques de l’Oural. Les trois mille hommes et seize canons sont commandés par le général Ryzhov et doivent s’élancer dans la vallée méridionale sitôt le périmètre extérieur britannique neutralisé.
Enfin, les Russes ont également une petite réserve de deux mille hommes et douze canons : un bataillon du régiment d’Ukraine, une compagnie du 4e bataillon de fusiliers et cinq escadrons d’uhlans. Ces troupes ne sont toutefois pas totalement disponibles : elles doivent en effet garder le pont Traktir, sans lequel les Russes ne pourraient pas se replier en cas de besoin.

## Bataille

### Prise du périmètre extérieur

Plan de la bataille de Balaklava

Comme tous les matins, Lucan part le 25 octobre peu avant l’aube avec son interprète et son état-major vers Kamara afin d’inspecter les alentours. Alors qu’ils approchent de la colline Canrobert, vers 6 h, les troupes de Gribbe prennent complètement par surprise les Britanniques et s’emparent rapidement du village et des hauteurs de Kamara. Alors que les Russes poursuivent leur progression vers la colline de Canrobert, ils sont repérés par la redoute nº1 qui donne alerte et commence à les bombarder. Supposant qu’il s’agit d’une attaque à grande échelle, Lucan retourne vers ses troupes et prévient Campbell et Raglan. Pendant ce temps, les Turcs de la redoute nº1 résistent jusqu’à 7 h 30, mais, constatant qu’aucun secours ne leur est envoyé et qu’ils sont en grande infériorité numérique, ils finissent par prendre la fuite, bien que les pièces d’artillerie de la fortification aient pu être enclouées avant sa chute,.
Au centre, les Ottomans sont soumis à un bombardement intense, provenant de fait non seulement de l’avant, mais aussi de leur flanc droit, Gribbe ayant déployé son artillerie au-dessus de Kamara. L’infanterie russe progresse sous le couvert de ce barrage sans rencontrer beaucoup de résistance. Démoralisés par la chute de la redoute nº1 et par l’absence de soutien des Britanniques, les Turcs prennent alors massivement la fuite sans combattre. À 8 h 30 la ligne de défense extérieure des Britanniques est entièrement tombée,.
Les Britanniques ne réagissent en effet que peu. Lord Lucan s’est replié à l’extrémité occidentale de la vallée, afin de parer à une tentative de débordement de la cavalerie russe par ce côté. Lord Raglan de son côté ne croit toujours pas qu’il s’agit d’une attaque sérieuse, imaginant qu’il s’agit d’une diversion visant à lui faire dégarnir les lignes du siège. Il tarde ainsi un long moment avant de mobiliser les 1re et 4e divisions d’infanterie. Plus réactif, Canrobert fait chercher deux régiments de chasseurs d’Afrique, mais les Français restent pour l’heure sur la crête de Sapoune. L’artillerie montée de Lucan tente néanmoins de freiner les Russes, mais la batterie est rapidement mise hors de combat par un tir de contrebatterie intense, les canons russes étant bien plus nombreux.

### Échec de l’attaque de Kadikoi

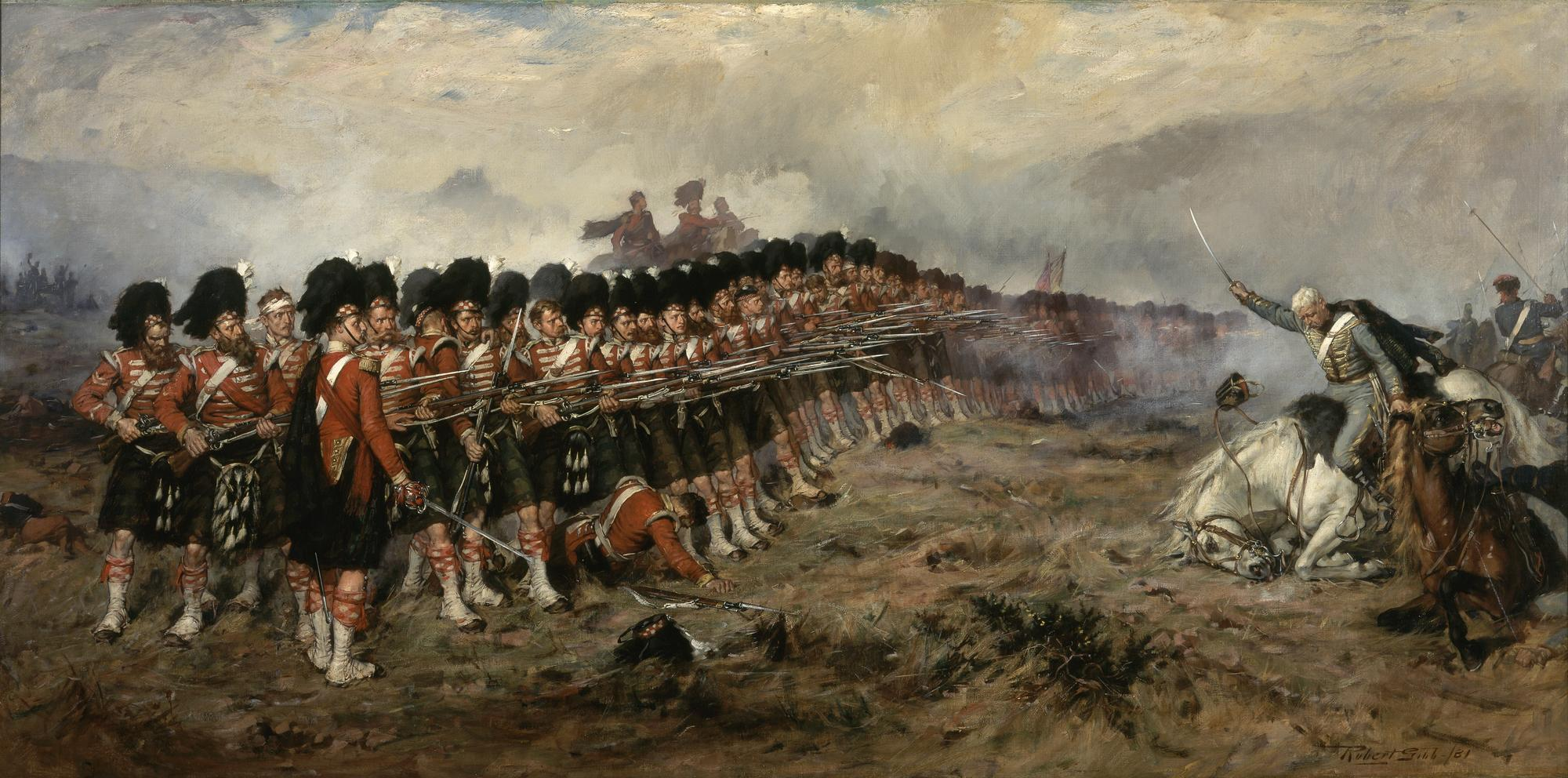
Robert Gibb, The Thin Red Line, 1881.

Peu avant 9 h, la cavalerie de Ryzhov entre dans la partie nord de la vallée. Quatre escadrons s’en détachent et passent dans la partie méridionale avant de se diriger vers Kadikoi. Campbell s’est installé sur un monticule se trouvant sur le trajet avec un peu plus de cinq cents Highlanders et deux bataillons ottomans, auxquels s’ajoutent tous les hommes qu’il a pu trouver dans les environs, notamment une centaine d’invalides. Il dispose ainsi en tout d’environ sept cents soldats britanniques et d’un millier d'Ottomans.
Afin de protéger ses troupes de l’artillerie russe, qui les bombarde maintenant depuis la crête en face, Campbell les retire sur la pente opposée en attendant l’attaque. Alors que les cavaliers russes approchent, deux évènements se produisent presque simultanément : sur l’aile droite de Campbell, les Ottomans prennent la fuite tandis qu’il positionne de nouveau ses Highlanders sur le sommet de la colline. Ces mouvements semblent surprendre les cavaliers, qui hésitent, peut-être par crainte d’être tombés dans une embuscade, laissant le temps aux Britanniques de leur envoyer une première salve. Se reprenant, ils tentent alors d’exploiter le vide laissé à droite par les Ottomans, mais une deuxième salve les contraint à se replier.
La disposition des Highlanders, Campbell les ayant placés en une longue ligne de deux rangs au lieu du carré habituellement utilisé face à la cavalerie, et leur faible nombre fit dire à un correspondant du journal The Times, qui observait le combat depuis la crête de Sapoune qu’il n’y avait plus entre le port et les Russes the thin red streak tipped with a line of steel, « la fine bande rouge prolongée d’acier ». Cette phrase sera par la suite condensée en Thin Red Line, « la mince ligne rouge », surnom et symbole du 93rd Highlanders.

### Charge de la brigade lourde
Pendant ce temps, le reste de la cavalerie de Ryzhov continue de progresser vers l’ouest dans la partie nord de la vallée puis passe dans la partie sud à hauteur de la cinquième redoute pour attaquer Kadikoi et le camp de la cavalerie britannique situés de l’autre côté. Voyant ce mouvement depuis la crête de Sapoune, Lord Raglan donne l’ordre à Lucan de soutenir Campbell, ce qu’il fait en envoyant la brigade lourde. Celle-ci doit manœuvrer d’abord vers le sud pour contourner un vignoble puis le camp abandonné de la cavalerie britannique avant de pouvoir se diriger vers l’est et atteindre Kadikoi. Scarlett aperçoit les Russes sur sa gauche alors que ses troupes n’ont pas fini de négocier l’obstacle : en se positionnant pour leur face face son aile gauche, constituée des Scots Grey en première ligne et du 5e Dragon en deuxième ligne, se trouve bloquée dans le camp, dont les tentes et autres objets ralentissent sa progression.
Scarlett s’arrête alors pendant un long moment pour organiser minutieusement sa ligne. Surpris par cet arrêt inattendu et craignant un piège, Ryzhhov s’arrête à son tour, perdant ainsi l’avantage qu’il aurait eu à charger depuis les hauteurs. De son côté, Scarlett, ayant sonné la charge, se trouve confronté à un problème majeur : seuls trois escadrons ont réussi à le suivre, les autres se trouvant loin derrière, et ils ne sont que trois cents Britanniques à charger près de deux mille Russes. Le groupe de Scarlett est rapidement encerclé, mais est sauvé par l’arrivée des escadrons retardataires. En particulier les 4th Dragoons et le 1st Inniskillings attaquent respectivement les flancs droit et gauche des Russes. Dans la confusion, ceux-ci paniquent et, moins de dix minutes après le début de la charge, ils refluent. Ils sont alors pris pour cible par l’artillerie, qui empêche également les Uhlans de les rejoindre, et se retirent de l’autre côté de la crête. Cet engagement victorieux permet aux Britanniques d’être toujours maîtres de la vallée sud à 9h30. Toutefois, du fait de l’inaction de Cardigan, qui aurait pu anéantir la cavalerie russe en repli avec sa brigade légère, la cavalerie russe est seulement repoussée et non éliminée.

### Charge de la brigade légère

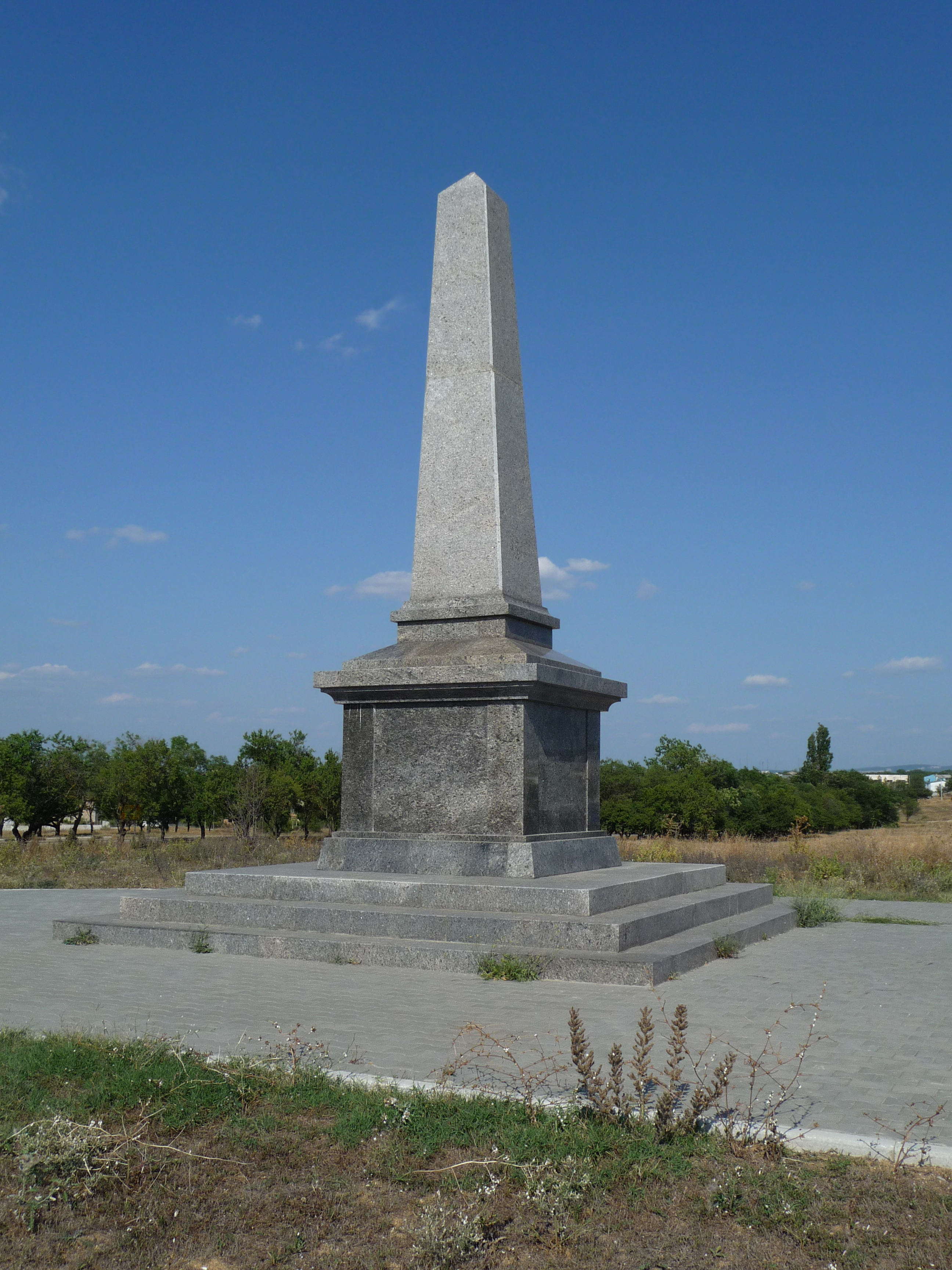
Mémorial de la bataille de Balaklava.

La bataille se ralentit alors. Leur charge ayant échouée, les Russes prennent le temps de se réformer et de déployer leur infanterie sur les hauteurs. De leur côté, les Britanniques sont incapables de profiter de leur victoire : non seulement Raglan a trop tardé à mobiliser les 1re et 4e divisions d’infanterie, mais celles-ci mettent plus de temps que nécessaire à atteindre le champ de bataille. À 10h15, voyant les Russes emporter les canons des redoutes, Raglan ordonne à Lucan de reprendre la crête pour les en empêcher. Toutefois, de sa position, Lucan ne voit pas les Russes sur la crête, mais ceux situé à l’extrémité orientale de vallée nord, à savoir la cavalerie de Rhyzov, devant laquelle ont été déployés les huit canons de la 3e batterie de campagne des Cosaques du Don. L’adversaire lui paraissant formidable, d’autant que d’autres batteries et de l’infanterie se trouvent aussi sur les flancs de la vallée, Lucan déploie la brigade légère dans la vallée nord, mais décide d’attendre l’infanterie pour attaquer. S’impatientant, Raglan envoie un second ordre à Lucan, lui disant « d’attaquer rapidement et d’empêcher l’ennemi d’emporter les canons ». L’ordre est transmis par le capitaine Nolan, un ennemi personnel de Lucan. L’échange entre les deux hommes est houleux et, d’après Lucan, après lui avoir demandé de quels canons il s’agissait, Nolan lui aurait pointé ceux des cosaques. Lucan transmet alors à Cardigan l’ordre de faire charger la brigade légère.
La brigade légère se met en mouvement à 11h, suivie par la brigade lourde menée par Lucan et Scarlett. Alors que la brigade légère s’engage dans la vallée, Nolan rejoint Cardigan en criant et en pointant les redoutes sur la crête au sud, peut-être pour le prévenir qu’il attaque la mauvaise position. Il est toutefois fauché à ce moment par un boulet, les batteries russes ayant commencé à ouvrir le feu, et Cardigan poursuit sa charge. L’écart se creuse progressivement entre la brigade légère et la brigade lourde, celle-ci n’arrivant pas à suivre le rythme. Cet écart annulant l’effet escompté d’une charge combinée, Lucan ordonne à la brigade lourde de se replier pour éviter d’accroître les pertes.
Pendant ce temps, la brigade légère poursuit sa charge. La batterie des cosaques tire deux volées à moins de cent mètres, qui anéantissent pratiquement la première ligne britannique. La plupart des officiers sont tués ou blessés, bien que Cardigan lui-même ne soit pas touché. Les canons passés, les restes de la brigade attaquent la cavalerie et les réserves russes positionnées derrière. Surpris, ces derniers reculent tout d’abord avant de contre-attaquer avec l’aide de lanciers descendant les pentes de la vallée. Largement surpassée en nombre, la brigade éclate en petits groupes qui tentent d’éviter l’encerclement et de se replier le long de la vallée. Ils sont aidés par les chasseurs d’Afrique qui attaquent sous le commandement d’Allonville les batteries russes situées sur les collines de Fedioukine. Bien qu’ils doivent se replier rapidement face à une contre-attaque russe, cette action permet aux survivants ayant pu échapper à la nasse de traverser la vallée dans une relative sécurité.

## Bilan

### Conséquences militaires
L’issue de la bataille demeure incertaine et chaque camp revendique la victoire. Les Russes ont incontestablement remporté certains succès : ils conservent le contrôle de la partie orientale du champ de bataille, les redoutes sont neutralisées, ils ont pris huit canons et mis hors de combat la brigade légère. Ils ont néanmoins échoué à percer les défenses intérieures et à prendre Kadikoi. Par conséquent, la ligne de ravitaillement de l’armée alliée reste active et ils ne peuvent donc mettre fin au siège de cette manière. Malgré le désastre de la brigade légère, les alliés peuvent aussi se prévaloir de plusieurs succès : la résistance des Turcs de la redoute nº1, celle du 93rd Highlander et surtout la charge de la brigade lourde, qui repousse deux mille assaillants au prix de seulement soixante-dix tués et blessés.

### Postérité
Plusieurs événements de la bataille ont eu un retentissement particulier et de longue durée au Royaume-Uni. Ainsi, la résistance du 93rd donne naissance à l’expression The thin red line. La paternité de cette expression est disputée. Elle apparaît sous une forme légèrement différente dans le récit de William Russel, journaliste pour le Times, écrit immédiatement après les événements : that thin red streak tipped with a line of steel. Dans le livre qu’il publie en 1877, Russel la change en the thin red line tipped with steel. Toutefois elle est déjà utilisée avant cette date : le prévôt d’Edinburgh désigne ainsi déjà en 1873 le 93rd avec cette expression.